# 쓰나미 사토시
쓰나미 사토시(일본어: 都並 敏史, 1961년 8월 14일 ~ )는 일본의 전직 축구 선수이자 현 축구 지도자로 선수 시절  도쿄 베르디의 수비수로 오랫동안 활약했으며 현재 브리오베카 우라야스 이치카와의 사령탑으로 재직 중이다.

## 선수 시절

### 클럽
1961년 8월 14일 일본 도쿄도 세타가야구 출생으로 1977년부터 1979년까지 요미우리(베르디 가와사키) 유소년팀에서 활동했고 이후 1980년 도쿄 베르디 성인팀에 입단하며 정식으로 프로에 입문한 뒤 1995년까지 15년동안 팀의 주축 수비수로서 공식전 319경기 11골의 기록을 남기며 일본 사커 리그 5회 우승 및 2회 준우승, J1리그 2회 우승 및 1회 준우승, JSL컵 2회 우승, J리그컵 3회 연속 우승, 천황배 3회 우승 및 3회 준우승의 성과를 거두었다. 
그리고 1996년부터 1998년까지 아비스파 후쿠오카와 쇼난 벨마레에서 공식전 48경기를 소화했으며 프로 통산 367경기 11골의 기록을 남긴 채 현역에서 물러났다.

### 국가대표팀
1980년 12월 22일 싱가포르와의 1982년 FIFA 월드컵 아시아·오세아니아 지역 예선 4조 경기에서 국제 A매치 데뷔전을 가졌고 이후 대전 한밭종합운동장에서 열린 네팔과의 1986년 아시안 게임 D조 조별리그 1차전에서 A매치 데뷔골을 기록하며 팀의 5-0 대승에 일조했으며 자국에서 열린 1992년 AFC 아시안컵 본선에도 참가하여 팀의 사상 첫 아시안컵 우승에 기여했다. 
그러나 1994년 FIFA 월드컵 아시아 지역 예선 출전 명단에 이름을 올리긴 했으나 부상에 발목이 잡혀 출전하지 못했고 팀도 이라크와의 최종전에서 비기면서 사상 첫 월드컵 본선행이 무산되고 말았으며 이를 두고 일본에서는 현재까지도 도하의 비극이라고 불리고 있다.

## 지도자 경력

### 베갈타 센다이
선수 은퇴 후 친정팀인 도쿄 베르디 유소년팀의 코치로 본격적인 지도자 생활을 시작했고 이후 2004년 J리그 S급 지도자 자격증을 취득하며 이듬해인 2005 시즌을 앞두고 J2리그의 베갈타 센다이의 감독으로 부임하여 팀을 리그 4위의 호성적으로 이끌었지만 J1리그 승격에는 실패하면서 1시즌만에 센다이의 감독직에서 물러났다.

### 세레소 오사카&요코하마 FC
2007 시즌에는 J2리그 소속팀인 세레소 오사카의 감독을 맡아 리그 5위로 이끌었지만 승격에 또 다시 실패하면서 물러난 뒤 이듬해인 2008 시즌에는 요코하마 FC의 감독으로 취임했지만 리그 10위에 그치는 부진한 성적을 남기며 또 다시 감독직에서 물러났다.

### 브리오베카 우라야스 이치카와
2019 시즌을 앞두고 당시 간토 사커 리그 소속팀이었던 브리오베카 우라야스 이치카와의 사령탑으로 부임한 뒤 2회 연속 KSL 준우승(2020, 2021), 2022 시즌 사회인컵 우승, 2023 시즌 일본 풋볼 리그 준우승 등의 성과를 이끌었다.

## 통계
| 일본 | 일본 | 일본 |
| 연도 | 출전 | 득점 |
| ---- | ---- | ---- |
| 1980 | 3    | 0    |
| 1981 | 7    | 0    |
| 1982 | 8    | 0    |
| 1983 | 10   | 0    |
| 1984 | 5    | 0    |
| 1985 | 7    | 0    |
| 1986 | 5    | 2    |
| 1987 | 10   | 0    |
| 1988 | 0    | 0    |
| 1989 | 0    | 0    |
| 1990 | 0    | 0    |
| 1991 | 0    | 0    |
| 1992 | 10   | 0    |
| 1993 | 10   | 0    |
| 1994 | 0    | 0    |
| 1995 | 3    | 0    |
| 통산 | 78   | 2    |